# Eli Reed
Ellis (Eli) Reed (* 1946) je americký fotograf a fotožurnalista. Reed byl prvním černošským fotografem na plný úvazek zaměstnaným agenturou Magnum a autorem několika knih, včetně Black In America. Několik fotografií z tohoto projektu bylo oceněno na přehlídkách a výstavách.
Reed je bývalý Nieman Fellow na Harvardově univerzitě (1982–83) a v současnosti (2020) je klinickým profesorem fotožurnalistiky na Texaské univerzitě v Austinu. V roce 1982 získal druhé místo Pulitzerovy ceny za fotografii Reed je globálním ambasadorem Sony Imaging a také výhercem World Press Award a Overseas Press Club Award. Reed byl v roce 2011 oceněn cenou nadace Lucie za dokumentární fotografii. V roce 2015 byla Reedova práce vystavena na prestižním Visa pour l'image Festivalu Du Photoreportage ve francouzském Perpignanu. V říjnu 2015 byl Reed pozván, aby promluvil na Schomburg Center for Research in Black Culture v rámci jejich série „Visually Speaking“. V lednu 2016 byl Reed hlavním řečníkem na fotografickém semináři National Geographic Magazine ve Washingtonu.

## Životopis
Reed vyrostl v Perth Amboy, New Jersey. Svou první fotografii pořídil ve svých deseti letech a dokumentoval svou matku u vánočního stromku. Ve fotografii je primárně samouk a své směřování připisuje spíše mentorovi Donaldu Greenhausovi než nějakým formálním studiím. Studoval ilustraci na Newark School of Fine and Industrial Arts, kterou absolvoval v roce 1969.

## Kariéra
Reed se stal fotografem na volné noze v roce 1970. Magnum Photos se k němu připojila po úspěchu jeho práce v takových konfliktech, jako jsou války ve Střední Americe, válka v Libanonu (kterou fotografoval v letech 1983 až 1987), převrat na Haiti v roce 1986 proti „Baby Doc“ Duvalierovi a v roce 1989. Americká vojenská akce v Panamě. Reed se stal řádným členem agentury v roce 1988. Mimo jiné zdokumentoval Million Man March v Libanonu během občanské války, životy Afroameričanů, nepokoje v Zairu, americkou vojenskou akci v Panamě. Reed začal fotografovat filmy a herce v roce 1992 a je také členem Společnosti filmových fotografů (SMPSP). Reed pro svou práci používal hlavně Olympus E-3, E-30 a EP-1.
Reed učil na mnoha místech včetně Maine Photographic Workshop; Wilson Hicks Symposium, Miami University, Florida; Southeastern Museum of Photography, Daytona, Florida; Smithsonian Institution, Washington, DC; Státní univerzita v San Franciscu; Harvardova univerzita ; Bostonský institut umění ; Akademie výtvarných umění, San Francisco; Texaská univerzita v Austinu ; Kolumbijská univerzita ; Empire State College, New York; New York University a Mezinárodní centrum fotografie v New Yorku.

### Ocenění
Podle zdroje:
- 1992 W. Eugene Smith Grant za dokumentární fotografii
- 1992 Kodak World Image Award za uměleckou fotografii
- 1988 ocenění World Press Photo
- 1988 Leica Medal of Excellence
- 1983 Cena Overseas Press Club
- 1982 Nieman Fellowship na Harvardově univerzitě
- 1981 Mark Twain Associated Press Award
- 1981 Pulitzerova cena, vicemistr
- 2011 Cena Nadace Lucie za dokumentární fotografii

### Výstavy
Podle zdroje:
- 1973, The Black Photographer, Syracuse University
- 1973, New Jersey Fotografie
- 1975, New Jersey Prisons, Newark Museum of Art
- 1975, The Whole Sick Crew, Newark-Rutgers University
- 1993, Visa pour l'image, Perpignan, Francie
- 1996, Bruce Museum, Greenwich, CT, USA
- 1997, Leica Gallery, New York, USA
- 1997, výstava Magnum World a katalog
- 1999, Black New York Photographers of the 20th Century Exhibition, Schomburg Center for Research in Black Culture
- 2000, Nedělitelné
- 2000, Reflections in Black, and A History of Black Photographers 1840 až do současnosti, Smithsonian Museum, Washington, DC

- 2014, Eli Reed Retrospective, A Long Walk Home, Leica Gallery, NYC
- 2014, Visa pour L'image Festival Du Photoreportage, Perpignan, Francie

### Knihy
- A Long Walk Home, Austin: University of Texas Press, 2015. ISBN 978-0292748576
- Beirut: City of Regrets, New York: W. W. Norton & Company, Inc., 1988. ISBN 978-0-393-30507-4
- Black in America New York: W. W. Norton & Company, Inc., 1997. ISBN 978-0-393-03995-5
- Homeless in America, 1987.
- Tom Rankin, Local Heroes Changing America, New York: W. W. Norton & Company, Inc., 2000. ISBN 978-0-393-05028-8
- John Singleton, Poetic Justice: Film Making South Central Style. United States: Delta, 1993. ISBN 978-0-385-30914-1

### Filmy (produkce)
- 1992 Getting Out, režisér, produkováno pro Tokyo TV, uvedeno na filmovém festivalu v New Yorku
- 1988 America's Children: Poorest in the Land of Plenty, fotografická esej pro NBC.

### Filmy (speciály/fotografie)
Podle zdroje:
- 2017 Natasha, fotograf, režie David Bezmozgis
- 2014 Sto let svobody, video a fotograf, režie Daniel Ostroff
- 2005 Stay, fotograf, režie Marc Forster
- 2003 Rychle a zběsile 2, fotograf, režie John Singleton
- 2002 Láska s výstrahou, fotograf, režie Marc Lawrence
- 2002 8. míle, fotograf, režie Curtis Hanson
- 2001 Čistá duše, fotograf, režie Ron Howard
- 2001 Baby Boy, fotograf, režie John Singleton
- 2000 Drsnej Shaft, fotograf, režie John Singleton
- 1998 Jediná správná věc, fotograf, režie Carl Franklin
- 1996 Den pro Šakala, fotografie a speciály, režie Michael Caton-Jones
- 1996 Ghost of Mississippi, speciály, režie Rob Reiner
- 1996 Rosewood, fotografie, režie John Singleton
- 1995 Kansas City, fotografie a speciály, režie Robert Altman
- 1994 Higher Learning, statické snímky, režie John Singleton
- 1992 Poetic Justice, stills, režie John Singleton
- 1991 The Five Heartbeats, statické snímky, režie Robert Townsend